# Výrobek

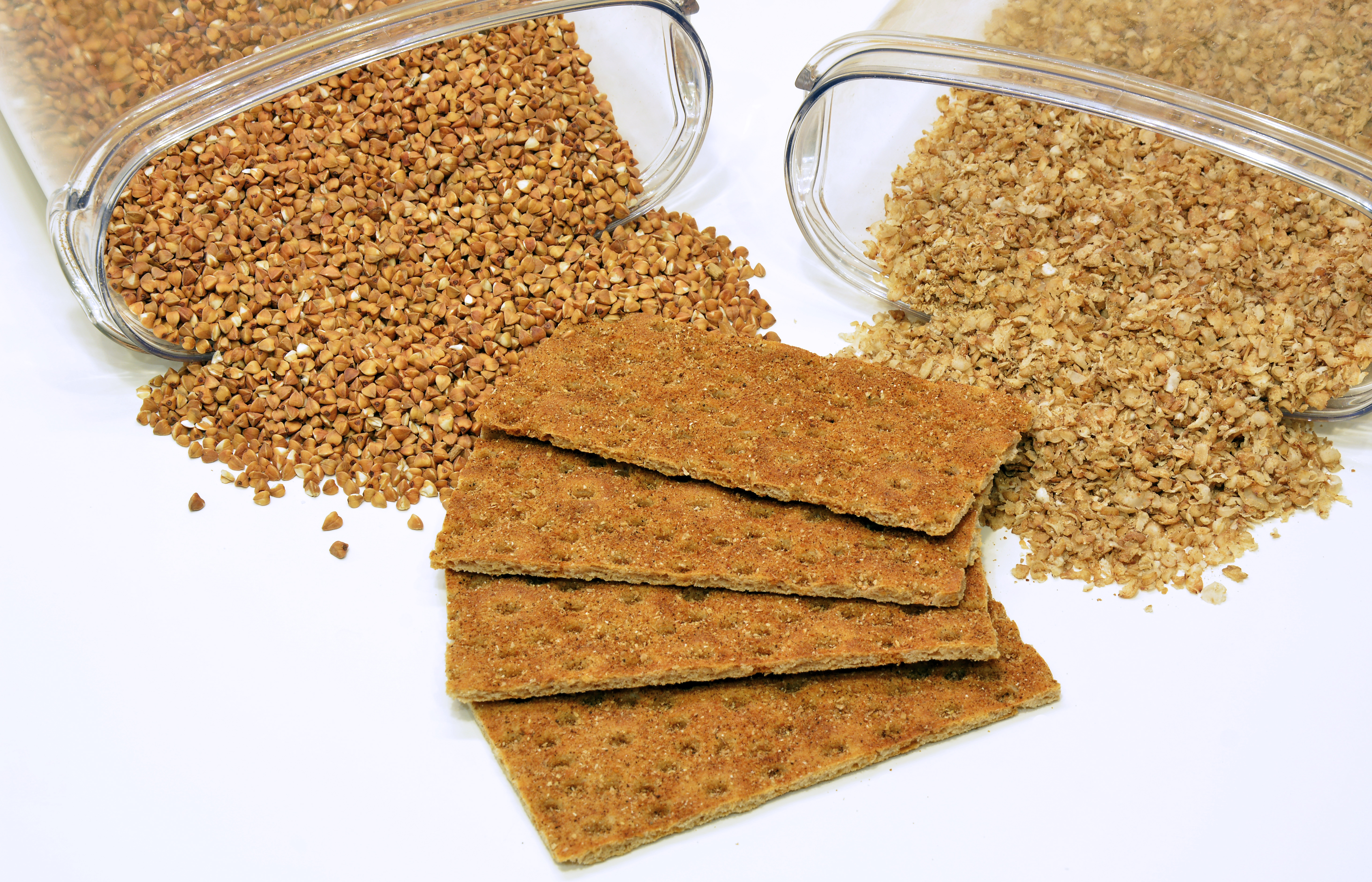
Produkty z pohanky

Výrobek či produkt je výsledek výrobního procesu. V běžném jazyce se používá slovo výrobek ve smyslu koupitelného produktu, výrazně odlišného od původních surovin.

## Zákonná ustanovení v České republice
Z hlediska českého zákona je výrobek "jakákoliv movitá věc, která byla vyrobena, vytěžena nebo jinak získána bez ohledu na stupeň jejího zpracování a je určena k nabídce spotřebiteli nebo lze rozumně předvídat, že bude užívána spotřebiteli, včetně věci poskytnuté v rámci služby, a to i v případě, že nebyla určena k nabídce spotřebiteli, pokud je tato věc dodávána v rámci podnikatelské činnosti úplatně nebo bezúplatně, a to jako věc nová nebo použitá či upravená". 
Bezpečný výrobek je výrobek, který za běžných nebo rozumně předvídatelných podmínek užití nepředstavuje po dobu stanovenou výrobcem nebo po dobu obvyklé použitelnosti nebezpečí, nebo jehož užití představuje pro spotřebitele vzhledem k bezpečnosti a ochraně zdraví pouze minimální nebezpečí", přičemž se sledují následující kritéria:
- veškeré vlastnosti výrobku (jako životnost, balení a návod na uvedení do provozu) musí být uvedené v češtině
- výrobce musí uvést potenciální rizika
- musí být uvedená případná nebezpečí užívání výrobku v kombinaci s jinými výrobky